# رينالدو بنسون
رينالدو بنسون (بالإنجليزية: Renaldo Benson)‏ هو مغن مؤلف أمريكي، ولد في 14 يونيو 1936، وتوفي في 1 يوليو 2005 بسبب سرطان الرئة.

## وصلات خارجية
- رينالدو بنسون على موقع IMDb (الإنجليزية)
- رينالدو بنسون على موقع ميوزك برينز (الإنجليزية)
- رينالدو بنسون على موقع أول ميوزيك (الإنجليزية)
- رينالدو بنسون على موقع ديسكوغز (الإنجليزية)
- رينالدو بنسون على موقع قاعدة بيانات الفيلم (الإنجليزية)